# 博贝纳尔克雷西
博贝纳尔克雷西（法語：Bosc-Bénard-Crescy，法語發音：[bo benaʁ kʁesi]）是法国厄尔省的一个旧市镇，属于贝尔奈区。2016年，博贝纳尔克雷西与邻近的2个市镇合并为新市镇鲁穆瓦地区弗朗库尔克雷西，博贝纳尔克雷西为新市镇行政中心。

## 地理
博贝纳尔克雷西（49°19'19"N, 0°48'29"E）面积4.39 平方千米，位于法国诺曼底大区厄尔省，该省份为法国北部内陆省份，北起滨海塞纳省，西接奧恩省和卡爾瓦多斯省，南至厄尔-卢瓦省，东临瓦兹省、瓦兹河谷省和伊夫林省。
与博贝纳尔克雷西接壤的市镇（或旧市镇、城区）包括：。

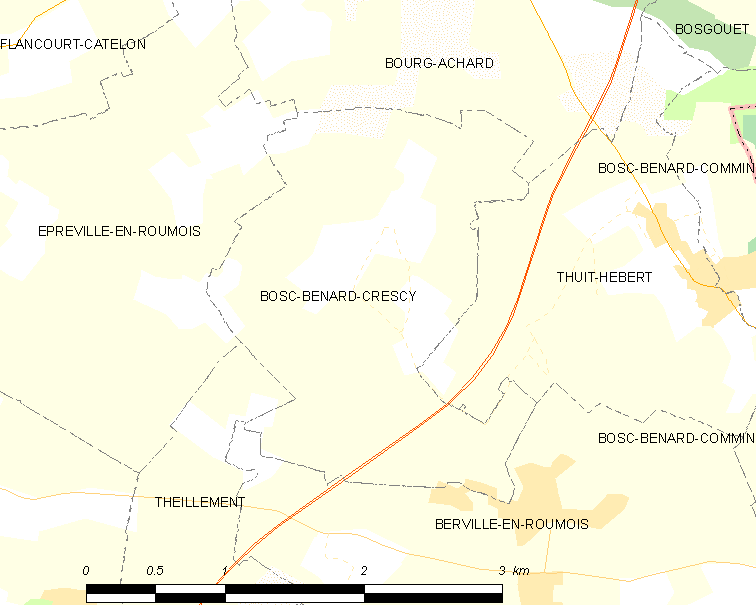
博贝纳尔克雷西的OSM定位图

博贝纳尔克雷西的时区为UTC+01:00、UTC+02:00（夏令时）。

## 行政
博贝纳尔克雷西的邮政编码为27310，INSEE市镇编码为27085。

## 政治
博贝纳尔克雷西所属的省级选区为大布特鲁尔德县。

## 人口

1962-2008年间博贝纳尔克雷西人口变化图示

博贝纳尔克雷西于2018年1月1日时的人口数量为439人。